# Petroszany
Petroszany (rum. Petroșani, niem. Petroschen, węg. Petrozsény) – miasto w południowo-zachodniej Rumunii, w okręgu Hunedoara, w Karpatach Południowych, w dolinie Jiu. Historycznie położone jest w Siedmiogrodzie. W 2011 roku liczyło ok. 36,5 tys. mieszkańców.
W mieście rozwinął się przemysł maszynowy, drzewny, materiałów budowlanych oraz spożywczy.  Petroszany to zamierający ośrodek wydobywczy węgla kamiennego. Wydobycie rozpoczęto w XIX wieku, najświetniejszy okres petroszańskich kopalń datuje się na czasy komunistycznego reżimu Nicolae Ceaușescu, gdy do miasta sprowadzono przez nakazy pracy wielu robotników z rumuńskiej części Mołdawii, między innymi z Piatra Neamț. W ostatnich latach ze względu na wysokie bezrobocie, śródgórskie położenie i znaczne odległości od większych miast miejscowość w szybkim tempie się wyludnia – jeszcze w 2002 roku liczba mieszkańców wynosiła 44,4 tys., więc w ciągu 10 lat Petroszany opuściło prawie 20% ludności. W mieście działa wyższa szkoła górnicza oraz muzeum górnictwa.

## Miasta partnerskie
- Várpalota